# David (automóvil)
David fue una marca de automóviles española del siglo XX.
La historia de David se remonta al año 1913 y va ligada a los "cyclecars" y a aquellos artilugios sin motor llamados "downs cars". Esta primera etapa duró hasta 1922 aproximadamente.
Al terminar la guerra civil y debido a la escasez de combustible en España en la década de 1940, José María Moré Comas fabricó una corta serie de vehículos eléctricos con chasis Citroën (unos 10 aproximadamente) y carrocería tipo "haiga" que como rezaba la publicidad de la época "es el vehículo digno de la ceremonia nupcial".
Posteriormente ya en los años cincuenta diseñó un microcoche de tres ruedas, el Torpedo 2S, una especie de moto carrozada o, como él decía, "no se trata de un coche con una rueda menos, sino una moto con una rueda más". Este cochecillo se fabricó en versión turismo y tricamioneta de cinco ruedas con una producción global de unos 60 ejemplares entre 1951 y 1957.

## David Torpedo 2S
Las características técnicas de este vehículo fueron las siguientes:
- Motor: monocilíndrico anterior de fabricación propia (tipo M.2 t.1) de dos tiempos de 76x76 mm (345 cc), refrigerado por turbina de aire accionada por el eje del cigüeñal, 10 CV a 4000 rpm. Compresión 5,7:1. Par máximo 2 m/kg. Carburador Solex. Depósito de aceite de dos litros. Instalación eléctrica: 6 V con dínamo de 100 W, batería 45 Amp y bujías de grado F-70.
- Cambio de marchas y frenos: seis relaciones (tres marchas con multiplicador) más marcha atrás, relaciones de cambio: 1.ª 1:26, 2.ª 1:1,47, 3.ª 1:1,04. Marcha atrás –1: 4,2. Embrague: discos múltiples bañado en aceite. Frenos mecánicos sobre las tres ruedas. 240 cm² de superficie total de frenado.
- Chasis: barra central longitudinal sobre la que se apoya el tren trasero. El tren delantero consta de conjunto de dirección-suspensión, girando el motor junto con la rueda, suspensión delantera por ballestas y muelle espiral y trasera por láminas de torsión, dirección por semicorona y piñón con 3,40 m de diámetro de giro. Neumáticos: 4.00 x 8, presión 1,5 delantero y 1,75 trasero.
- Medidas y peso: ancho de vía trasero: 1,20 m, distancia entre ejes; 1,70 m, longitud total: 2,80 m, anchura total; 1,40 m altura total: 1,40 m (capotado), altura del suelo: 0,20 m, peso: 280 kg (los primeros modelos pesaban 215 kg).
- Carrocería: tipo monocasco de estilo torpedo abierta con o sin capota. Hubo un modelo cerrado y la tricamioneta abierta. Asientos: 2 + 2, depósito de gasolina: 18 l.
- Prestaciones: velocidad máxima 68 km/h (modelo normal) y 58 la tricamioneta, consumo 5 litros/100 km.

## Otros vehículos de ese nombre
Con nombre David existió otro microcoche fabricado por Casalini.